# Alice Caymmi
Alice Caymmi (Río de Janeiro, 17 de marzo de 1990) es una cantante y 
compositora brasileña.

## Trayectoria profesional
Alice estudió Derecho antes de empezar su trayectoria musical. Posteriormente, estudió artes escénicas en la Universidad Católica Pontificia de Río de Janeiro. Su primera grabación profesional fue a los 12 años en el álbum Desejo de su tía Nana, específicamente en el tema "Seus Olhos", escrito por su hermana Juliana. Poco después, interpretaron la canción con Nana en el Canecão, donde vendieron todas las entradas. En 2007, participó de la ceremonia de clausura de los Juegos Panamericanos de 2007 con su padre Danilo.
En 2012, gracias a una asociación con Kuarup y Sony Music, lanzó su primer álbum homónimo, seguido de varias giras. El álbum es completamente original a excepción de dos covers, una de una canción de Dorival Caymmi y otra de Björk.
Dos años más tarde lanzó su segundo álbum, Rainha dos Raios, en el que incluyó covers y únicamente dos canciones nuevas, incluida una canción junto a Michael Sullivan. En 2015, su versión de "Como Vês" apareció en la miniserie Felizes para Sempre? de TV Globo.
Alice dedicó octubre de 2015 a preparar su primer DVD en vivo, dirigido por el creador de la Semana de la Moda de São Paulo, Paulo Borges.
En diciembre de 2017, lanzó el primer sencillo de su tercer álbum, Alice, previsto para el 12 de enero de 2018. El tema recibió el título "Inocente", y fue coescrito por Ana Carolina. Además, contó con un vídeo promocional dirigido por Allexia Galvão.
El 27 de mayo de 2019, Caymmi lanzó su cuarto álbum, Electra, en el que canta todas las canciones acompañada úncamente por un piano. En diciembre del mismo año lanzó un vídeo dirigido por Pedro Freire para una cover de "Areia Fina", de Electra, remezclada por Maffalda, y al mismo tiempo anunció que lanzaría en el primer semestre del próximo año una secuela del álbum titulado Elétrika, que contendría música nueva pop creada junto a Rodrigo Gorky.
En enero de 2020, lanzó el primer sencillo del álbum, "A Noite Inteira" (Toda la noche), una colaboración con Àttooxxá escrita por ella, Rafa Dias y Wallace "Chibatinha" Carvalho dos Santos y producido por Rodrigo Gorky, Maffalda y Zebu, de Brabo Music.
En febrero de 2020 lanzó la canción "Elétrika", junto a Baianas Ozadas, que formó parte de una campaña de Cemig para alertar a la gente sobre cómo prevenir accidentes eléctricos durante un carnaval en Belo Horizonte.
En octubre de 2021, lanzó su quinto álbum, Imaculada, con canciones en su mayoría nuevas.

## Vida personal
Su nombre de nacimiento es Alice Malaguti Caymmi Cuando se le preguntó sobre su religión, Alice dijo:
 

Nunca he seguido una religión al pie de la letra. [...] Tengo miedo de decir que soy religiosa, porque es algo que la gente relaciona con doctrina. Este es el caso: Soy muy mística, pero no soy una hippie que conoce su carta astral. Valoro y admiro los arquetipos de comportamiento, al igual que a los Dioses Griegos y demás.

Caymmi es bisexual y está casada con el, también músico, Filipe Castro desde 2017.
Es nieta de Dorival Caymmi, hija de Danilo y Simone Caymmi y sobrina de Nana y Dori Caymmi.

## Discografía

### Álbumes de estudio
- Alicia Caymmi (2012)
- Rainha dos Raios (2014)
- Alicia (2018)
- Electra (2019)
- Inmaculada (2021)

### Álbumes en vivo
- Rainha dos Raios (ao Vivo) (2015)

### Álbumes recopilatorios
- Dizem Que Sou Louca (2019)